# Imed Mhedhebi
Imed Mhedhebi, arab. ماد مهيدبي; (ur. 22 marca 1976 w Tunisie) – tunezyjski piłkarz występujący na pozycji pomocnika.

## Kariera klubowa
Imed Mhedhebi zawodową karierę rozpoczynał w 1994 roku w Étoile Sportive du Sahel. Razem z nim w 1996 roku wywalczył puchar Tunezji, a w 1997 roku sięgnął po tytuł mistrza kraju. Oprócz tego Mhedhebi triumfował między w rozgrywkach Pucharu Zdobywców Pucharów Afryki, Pucharu CAF oraz Superpucharu Afryki. Latem 2001 roku tunezyjski zawodnik przeprowadził się do Włoch, gdzie podpisał kontrakt z drużyną Genoa CFC. W debiutanckim sezonie rozegrał osiemnaście spotkań i zajął dwunaste miejsce w tabeli Serie B. Podczas rozgrywek 2003/04 Mhedhebi reprezentował już barwy Club Sportif Sfaxien i zdobył z nim puchar kraju. Następnie przez jeden sezon grał dla Étoile Sportive du Sahel, z którym dotarł do finału Afrykańskiej Ligi Mistrzów. W 2005 roku Tunezyjczyk przeszedł do francuskiego FC Nantes. Tam przez dwa sezony pełnił rolę rezerwowego i zdarzało mu się nawet grywać w zespole rezerw. W rozgrywkach Ligue 1 zadebiutował 27 stycznia 2007 roku w pojedynku przeciwko FC Lorient. Po zakończeniu sezonu Mhedhebi odszedł do klubu Stade Tunisien. Grał też w AS Kasserine. W 2010 roku zakończył karierę.

## Kariera reprezentacyjna
W reprezentacji Tunezji Mhedhebi zadebiutował w 1998 roku. W 2002 roku znalazł się w 23-osobowej kadrze drużyny narodowej na mistrzostwa świata. Podopieczni Ammara Souayaha nie zdołali przebrnąć przez fazę grupową i odpadli z turnieju. Na mundialu Mhedhebi pełnił rolę rezerwowego, jednak zagrał w dwóch meczach. W przegranym 2:0 spotkaniu przeciwko Rosji w pojawił się na boisku w 67 minucie, natomiast w zakończonym takim samym rezultatem pojedynku z Japonią wszedł na plac gry w 61 minucie. W późniejszym czasie Mhedhebi wraz z reprezentacją zwyciężył w Pucharze Narodów Afryki 2004. Po raz ostatni w zespole narodowym Tunezyjczyk wystąpił w 2005 roku. Dla reprezentacji swojego kraju zaliczył ponad 30 występów.